# Lucy Christiana Duff Gordon
Lucy Christiana, Lady Duff Gordon, född Sutherland den 13 juni 1863 i London, död 20 april 1935 i Putneyi London, var en ledande brittisk modedesigner i slutet av 1800-talet och början av 1900-talet. Hon var känd under det professionella namnet "Lucile".

## Biografi
Lucy Christiana Duff Gordon föddes i London som dotter till civilingenjör Douglas Sutherland (1838–1865) och hans engelsk-fransk-kanadensiska fru Elinor Saunders (1841–1937). Efter sin fars bortgång 1865 flyttade familjen till Guelph i Ontario i Kanada. När hennes mor gifte om sig 1871 flyttade de till Saint Helier på Jersey, Kanalöarna utanför Normandies kust. Hon var syster till författaren Elinor Glyn.
Hon gifte sig 1884 med James Stuart Wallace. Paret fick en dotter. Makarna separerade 1890, och skilsmässan gick igenom 1895. Hon gifte sig år 1900 med den skotska adelsmannen Sir Cosmo Duff Gordon. Hon blev därmed känd som Lucy, Lady Duff-Gordon. 

### Designer
Hon inledde sin karriär som designer sedan hon hade separerat från sin första make och var i behov av pengar för att försörja sig och sin dotter. Hon började 1892 arbeta som sömmerska från sitt hem 1892, och öppnade år 1893 sin första ateljé Maison Lucile på 24 Old Burlington Street i det fashionabla West End i London. Affärsverksamheten utvecklades under märket "Lucile Ltd" och var 1904-1922 baserat på 23 Hanover Square. 
Duff Gordon var en av sekelskiftets mest framgångsrika brittiska designers. Hon hade kunder bland kungligheter, adel och dåtidens teaterstjärnor. Hon är främst känd för sina underkläder, aftonklänningar och tea gowns, och utmärkande för hennes design var pasteller och florstunna tyger med mycket rysch och dekor; populära detaljer i modebilden just under den edvardianska eran i början av 1900-talet. Hon är omtalad som den första designer som tränade upp professionella mannekänger att uppträda i modevisningar för kunder i hennes ateljé. 
Hennes karriär som designer skadades 1918, när hon tvingades erkänna att många av hennes kreationer i själva verket inte var skapade av henne. Detta skadade hennes märke så mycket att hon 1922 fick lägga ned verksamheten. 

### Titanic
Den 15 april 1912 överlevde Lucy Christiana Duff Gordon RMS Titanics förlisning, tillsammans med sin man Cosmo Duff Gordon och sin sekreterare Laura Mabel Francatelli. Sällskapet evakuerades i Livbåt nummer 1, som firades ned som båt nummer fem över en timma efter kollisionen, med endast tolv personer i en båt avsedd för fyrtio. Det var den livbåt med minst antal personer av alla vid evakueringen, samtliga utom två män, i strid mot regeln om kvinnor och barn först. 
När Titanic sjönk ska hon ha sagt till sin sekreterare: "Där försvinner ditt vackra nattlinne". När sjömännen i livbåten ilsket påpekade att de hade förlorat allting, erbjöd sig hennes make att ersätta dem. Det uppgavs sedan att pengarna var en muta för att övertala sjömännen att inte återvända för att plocka upp överlevande. 
Under förhöret kring Titanics förlisning behandlades hon mildare än sin make. Hon uppgav att hon inte mindes mycket på grund av sjösjuka, och pressades inte.  
Lucy Christiana Duff Gordon avled av bröstcancer vid 71 års ålder 1935.